# Protéine tyrosine phosphatase
La protéine tyrosine phosphatase est une hydrolase qui catalyse la réaction :
O-phospho-L-tyrosine-[protéine] + H2O  {\displaystyle \rightleftharpoons }  L-tyrosine-[protéine] + phosphate.
Il s'agit d'un groupe d'enzymes qui clivent les groupes phosphate des résidus de tyrosine phosphorylés sur les protéines. La phosphorylation des résidus de tyrosine est une modification post-traductionnelle courante susceptible de générer des motifs de reconnaissance moléculaire pour les interactions entre protéines et la localisation cellulaire, d'affecter la stabilité de la protéine, et de réguler l'activité enzymatique. Ces enzymes sont par conséquent des éléments clés des voies métaboliques de transduction de signal — comme la voie MAPK/ERK — et du contrôle du cycle cellulaire, et jouent probablement un rôle important dans le contrôle du développement, de la prolifération et de la différenciation des cellules, ainsi que de leur transformation maligne (cancérogenèse),.